# عبد الرحمن القصاص (عزبة)
عزبة عبد الرحمن القصّاص، عزبة تابعة لقرية العجوزين، التابعة لمركز دسوق، التابع لمحافظة كفر الشيخ في جمهورية مصر العربية.